# 悪魔の招待状 (ゲーム)
『悪魔の招待状』（あくまのしょうたいじょう）は、1986年にアメリカ合衆国のICOM Simulations社がパソコン用ソフトとして開発したポイント・アンド・クリックアドベンチャーゲーム。原題は「Uninvited」（アンインバイテッド）。MacVentureシリーズの第2弾にあたる。
日本では1989年9月29日にケムコ（コトブキシステム株式会社）からファミリーコンピュータ用ゲームソフトとして発売された。『ディジャブ』（1988年）と『シャドウゲイト』（1989年）に続くケムコアドベンチャー・シリーズの第3作として発売され、前2作と同様にコマンド選択式アドベンチャーへと変更されている。

## ゲーム内容

### ゲームシステムとコマンド
『シャドウゲイト』と同様に、コマンド選択で移動やアイテムの使用などを行う。前々作、前作に引き続き主人公の死亡率は高い。道具を自分自身に対して使用する「セルフ」のコマンドも同様に存在しており、斧などを「セルフ」で自分に使用すると斧で自分を突き刺して自殺したことになってしまい、その場合ゲームオーバーとなる。斧を自分に使用した場合、前作までのような形ではなく、斧でふざけていたら誤って自分を刺してしまうという死に方をする。

### その他
館内で蓄音機を操作すると『シャドウゲイト』の音楽が流れる。また、ゾンビ迷路内では『ディジャブ』の主人公エース・ハーディングや『シャドウゲイト』のラスボスのワーロックの墓も存在しており、ある行動をとれば彼らがゾンビとなって登場する。

## ストーリー
主人公は姉とのドライブ中、不気味な洋館の前で事故を起こし、気がつくと姉がいなくなっていた。主人公は姉を探すため、洋館に足を踏み入れる。

## 登場人物
主人公
姉の弟（原語版では同性の友人同士）。一人称は「ぼく」。「反抗期の真っ只中」な少年で、たまにプレイヤーの指示に反抗するような言動も見せる。
原語版ではプレイヤーの視点であり、ゲーム開始地点が車の運転席であることなどから成人として描写されていたが、『シャドウゲイト』と同様に、翻訳の際にプレイヤーとは別の人格を持った人物に変更されている。
サラミが好物で犬が苦手。祖母は亡くなっているらしい。
かなりのシスコン（原語版ではかなりのゲイ、もしくはホモ）であり、魔物を前にした姉（原語版では同性の友人）に一方的に自分を姉（原語版では同性の友人）自身の身代わりにされて一人で逃げられても、姉（原語版では同性の友人）を恨むどころか、目の前の魔物に立ち向かおうとしている。
自分を「世界一不幸な少年」と称したり、「ああ、なんて姉思いの優しい少年なんだろう…」と自惚れたり、急に態度がでかくなったり弱気になったりと態度をコロコロ変える他、珍妙な発言も数々残すなど、精神的に幼いとも言える情緒不安定な性格。かなり惨たらしい形でゲームオーバーを迎えても「なーんちゃって」と発言した上に、プレイヤーにコンティニューすることを勧めてくる（所謂メタ発言）等、楽天家でもある。
姉
主人公の姉。事故の後、突然姿を消す。出番は数える程なのにも関わらずエンディングの最後を飾っている。因みに原語版では姉ではなく、主人公と同性の友人。
女幽霊
館に現れる女性。後ろ姿は美しいが、その正体は肉も皮膚も無い骸骨の化け物。非常にヒステリックな性格で、倒すと「きゃーっ うそーっ しんじられない！」と言って消滅する。主人公曰く「うるさいバケモノ」。更には「今時流行らない長いドレスを着ている。よっぽど足の形に自信が無いんだな」と散々な言われ方をされている。
首を斬られた男
館の鉄格子の中にいる男。刃物と自分の首を持っている。しかしその恐ろしげな外見とは裏腹に襲って来る訳でも無く、主人公に忠告だけして去って行く、無害な怪物。会わなくても物語は進められる。
チビオニ
ゲームルームをうろついている怪物。特に害は無く、現れるとおどろおどろしい館の中では異様な雰囲気を放つ曲が流れる。「クー キー」と鳴き声を上げる通り、好きな物はクッキー。
犬
礼拝堂を守る獰猛な番犬。二匹で現れ、主人公の行く手に立ち塞がる。
蜘蛛
礼拝堂の地下にいる巨大な昆虫。主人公に襲いかかる。出会って死ぬ（ということになる）場合もある。
召使
館主の召使。味方のように思えるが、ある行動を取ると殺される。彼の後ろにある物を調べる為にはあるアイテムを使って撃退しなければならないが、そのアイテムのヒントは彼の部屋の物を調べた際に必ずと言って良い程発言されている。会わなくても物語は進められる。
ゾンビ
ゾンビ迷路を徘徊する生ける屍。一体で登場する場合と集団で登場する場合がある。一体の場合はペンダントで撃退出来るが、集団には通用しない。但し、集団のゾンビはこちらから攻撃しない限り何もして来ない（脇を通り過ぎても問題無い）。死体ながら普通に言葉を話す。集団ゾンビは「ゾンビには試験も学校も無い」などと言って主人公を誘う。
ポヨポヨ
ゾンビ迷路の奥で宝石を守る風船のような姿の怪物。コミカルな外見で、同様に口調もコミカル。襲っては来ないが、その身体は如何なる衝撃も吸収してしまう。
ブルーデーモン
終盤に主人公の前に立ち塞がる青い身体の怪物。甘いものに目が無く、「新鮮な果実をよこせ！」と主人公に脅迫して来る。別に襲っては来ないものの、この怪物が居る所為で先に進めないので対処する必要がある。
ドラカン
館の地下に眠る人物。元々は館の主の下で白魔術を学んでいたが、やがて黒魔術に魅入られ、悪魔達を呼び寄せて世界を支配しようと目論んだ。しかし師匠との戦いに敗れ、氷の中に封印される。封印を解く事が出来るのは人間だけである為、デーモンに主人公の姉を攫わせ、封印を解かせようとしていた。
主人公と対峙した時には意識を失っており、目覚める前に倒さなければならない。しかし、その方法はかなり特殊な手段である。
ドラカンの師匠
館の主。白魔術の使い手。洋館の持ち主の割には中華風の服装をしている。ドラカンと死闘の末、封印に成功するが、自らも異次元に飛ばされてしまう。自分の意識を飛ばして主人公にドラカンを倒すように頼む。
デーモン
主人公の姉をさらった悪魔であり、怪物達の親玉。赤い色の皮膚が特徴の本作のラスボス。ドラカンに操られて主人公の姉に憑依していたが、ドラカンが倒されると部下達を率いて館を自分の物にしようとする。主人公や姉については殺そうとしているのではなく、自分の家来にしようとしている。また、彼の部下の中にはさり気無く前作の死神らしき怪物が混じっている。
ある物を手に入れずに進んでしまうと絶対に倒せない。
ルビーの髑髏
ゲームオーバー画面に必ず現れる、『シャドウゲイト』で言う死神のような存在。呪われたあるアイテムを持っていると手放さない限り度々囁きかけてくる。

## 移植版
| No. | タイトル               | 発売日                  | 対応機種                            | 開発元           | 発売元            | メディア                           | 型式              | 売上本数 | 備考 |
| --- | ---------------------- | ----------------------- | ----------------------------------- | ---------------- | ----------------- | ---------------------------------- | ----------------- | -------- | ---- |
| 1   | Uninvited              | 1987年                  | Amiga Atari ST                      | ICOM Simulations | Mindscape         | フロッピーディスク                 | -                 | -        |      |
| 2   | Uninvited              | 1988年                  | Apple IIGS コモドール64 PC/AT互換機 | ICOM Simulations | Mindscape         | フロッピーディスク                 | -                 | -        |      |
| 3   | 悪魔の招待状 Uninvited | 1989年9月29日 1991年6月 | ファミリーコンピュータ              | ケムコ           | ケムコ            | 2メガビット+64キロRAM ロムカセット | KSC-UV NES-UV-USA | -        |      |
| 4   | Uninvited              | 1993年                  | Windows 3.x                         | Viacom New Media | Mindscape         | 3.5インチフロッピーディスク        | -                 | -        |      |
| 5   | Uninvited              | 2002年10月31日          | Windows Mobile                      | ICOM Simulations | Infinite Ventures | ダウンロード                       | -                 | -        |      |

## スタッフ
オリジナル版
- スコット・バーフィールド
- クレイグ・エリクソン
- デイヴ・フェルドマン
- マーク・ウォーターマン
- ビリー・ウォルフ

ファミリーコンピュータ版
- グラフィック：すえだきみなり
- 音楽、効果音：増野宏之
- サウンド・プロデュース：KENTO'S GROUP

## 評価
ファミリーコンピュータ版
ゲーム誌『ファミコン通信』の「クロスレビュー」では7・7・7・6の合計27点（満40点）となっており、レビュアーの意見としては、「絵は『ディジャブ』のほうが陰湿な感じがしてよかった」、「いきなり行動可能な範囲が広がるので、じっくりと腰をすえて取り組まないと長続きしないんじゃないか」などと評されている。
その他の雑誌では、『マル勝ファミコン』では7・7・7・8の合計29点（満40点）、『ファミリーコンピュータMagazine』の読者投票による「ゲーム通信簿」での評価は以下の通りとなっており、19.15点（満30点）となっている。同誌1991年5月10日号特別付録の「ファミコンロムカセット オールカタログ」では、「館の敷地全体より広い複雑な迷路などもあり、ホラーが好きな人にはぴったりだ」と紹介されている。
| 項目 | キャラクタ | 音楽 | 操作性 | 熱中度 | お買得度 | オリジナリティ | 総合  |
| 得点 | 3.34       | 3.24 | 3.10   | 3.28   | 3.05     | 3.14           | 19.15 |